# Marcel Julien Henri Ribière
Pour les articles homonymes, voir Ribière.
Pour les autres membres de la famille, voir Famille Ribière.
Marcel (Julien Henri) Ribière (1892-1986) est un homme politique français.

## Biographie
Conseiller d'État et ancien chef de cabinet de Raymond Poincaré, il est nommé préfet des Alpes-Maritimes puis préfet de la région  de Marseille (Alpes-Maritimes, Basses-Alpes, Alpes-de-Haute-Provence, Bouches-du-Rhône, Corse, Gard, Hautes-Alpes, Var et le Vaucluse) en 1940.
Dévoué au Maréchal Pétain mais peu favorable à Pierre Laval, Ribière se manifeste à Nice comme un bon administrateur qui aurait mené une action anti-italienne et anti-fasciste.
Il contribue à la première rafle des juifs à Nice le 26 août 1942, en fournissant des listes de résidents de Nice et Villefranche-sur-Mer ainsi que les fiches individuelles y correspondant à la police française. Précision est ici faite que 257 de ces fiches ne comportaient pas le tampon "J" parce que les individus dont il s'agit n'étaient pas domiciliés à Nice.
Ribière est décrit par la presse italienne de l'époque comme attentiste, adversaire de la collaboration et hostile à toutes les aspirations italiennes. Il interdit les conférences du groupe Collaboration. Il donne sa démission en avril 1943 à la suite d'une violente discussion au cours de laquelle il exprima sa désapprobation de la politique de Vichy en matière de relève. Il est remplacé par Jean Chaigneau, Résistant qui sera déporté en 1944.
Il a légué l'Hôtel Ribière, dans la famille Ribière depuis 1847, à la ville d’Auxerre en février 1972.

### Famille Ribière
Il est le fils du député et sénateur Marcel (I) Ribière (1860-1922) et le père du préfet et député René Ribière (1922-1998). Il est le cousin-germain de Pierre-Étienne Flandin et le beau-frère de Léon Noël.
Lieutenant de cavalerie et lieutenant aviateur durant la Grande Guerre, il est par la suite capitaine de réserve à l'état-major de cavalerie. Il est commandeur de la Légion d'honneur et récipiendaire de la Croix de Guerre (avec palme et étoile de bronze). Il fut aussi récipiendaire de la Francisque.

## Distinctions
- Commandeur de la Légion d'honneur
- Croix de guerre 1914–1918, palme de bronze
- Ordre de la Francisque

## Sources
- Chrétiens et Juifs sous Vichy, 1940-1944: sauvetage et désobéissance civile Par Limor Yagil, Ed. Cerf Histoire
- Le refuge et le piège: les juifs dans les Alpes, 1938-1945 par Jean-William Dereymez